# Juan Navarro Ramón
Juan Navarro Ramón (Altea, 1903 - Sitges, 1989) fue un pintor y grabador español.

## Biografía
Inició sus estudios de Bellas Artes en Valencia en el año 1923, desde donde se trasladó a Madrid y de allí a Barcelona en 1929.
Durante la guerra civil española colaboró con la Alianza de Intelectuales Antifascistas. En 1938 emigró a la ciudad francesa de Colliure, regresando a España en 1941.
Fue amigo de los pintores Picasso, Zadkine y Foujita. Expuso su obra en el Salón de Réalitées Nouvelles de París en los años 1951, 1952, 1954, 1955 y 1961. La Galería Gaudifond, que expuso la obra del artista en los años setenta, posee hoy la mayor parte de su obra: